# Saint Michel-Preference Home-Auber 93 (mannenwielerploeg)
St Michel - Preference Home - Auber93 is een Franse wielerploeg, die bestaat sinds 1994. Auber 93 is een Continental Team en komt uit in de continentale circuits van de UCI.

## Geschiedenis
De ploeg werd opgericht in '94 onder de naam Aubervilliers '93. In 1997 werd BigMat partner van de ploeg en tot 2003 stond het team vervolgens ook bekend onder de naam BigMat-Auber '93. Van 2004 tot 2009, in 2012 en vanaf 2015 heette de ploeg Auber 93.
In 1997 deed de, toen nog zeer kleine, ploeg direct mee aan de Tour de France. Voormalig geletruidrager Pascal Lino en Thierry Bourguignon waren dat jaar de bekendste renners.
In 1998 werden o.a. de Australische sprinter Jay Sweet en de Russische tijdrijder Aleksej Sivakov opgenomen in de ploeg van BigMat.
Het jaar 1999 kan worden beschouwd als een vrij succesvol jaar voor de wielerploeg. Naast een overwinning van Guillaume Auger in de derde etappe van de Ronde van de Middellandse Zee, waren de renners van BigMat vaak in beeld in met name de eerste week van de Tour de France. Sprinter Christophe Capelle werd dit jaar tevens derde in de strijd om de groene trui.
In 2000 werden door BigMat meer zeges behaald dan voorgaande jaren, dit kwam voornamelijk door het aantrekken van de Britse sprinter Jeremy Hunt. Christophe Capelle werd in 2000 nationaal Frans kampioen op de weg. Dat jaar deed de ploeg echter niet mee aan de Tour de France.
In 2001 deed BigMat weer mee aan de Ronde van Frankrijk, dit jaar met Stéphane Heulot als nieuwe kopman. Ook de Australische Nederlander Patrick Jonker ging dat jaar rijden voor BigMat.
In 2002 investeerde BigMat meer geld in zijn wielerploeg, waardoor het aantrekken van de Spaanse renners Felix García Casas en Aitor Kintata mogelijk was en het team promoveerde naar de hoogste divisie. Ondanks deze investeringen werden weinig successen behaald; slechts drie overwinningen het hele seizoen. Deelname aan de Tour de France vond dit jaar niet plaats. De Ronde van Spanje werd voor BigMat enigszins succesvol door het sterke optreden van Garcia Casas.
Voor aanvang van het jaar 2003 werd door BigMat flink bezuinigd, waardoor het rijden in de grote rondes niet meer mogelijk was. In 2004 besloot BigMat zich terug te trekken uit de wielersport en ging het team verder onder de naam Auber 93. In 2010 werd BigMat opnieuw sponsor van de ploeg reed het team weer onder de naam BigMat-Auber 93.
Eind 2011 werd bekend dat BigMat fuseert met de grotere Franse wielerploeg Française des Jeux en dat vanaf 2012 men verdergaat in de fusieploeg FDJ-Big Mat op het hoogste niveau in de UCI World Tour. Sinds 2012 werd opnieuw verder gereden onder de naam Auber 93.
In 2013 trok BigMat zich terug uit FDJ.fr en kreeg de ploeg andermaal de naam BigMat-Auber 93. Dit veranderde een jaar later weer terug naar Auber 93. Vanaf 2018 heet de ploeg Saint Michel-Auber 93. In 2023 werd Mavic toegevoegd als sponsor en werd de ploeg officieel Saint Michel-Mavic-Auber 93. In 2025 werd het Saint Michel-Preference Home-Auber 93.

## Samenstellingen

### 2014
| Naam                | Geboortedatum    | Nationaliteit | Ploeg 2013 |
| ------------------- | ---------------- | ------------- | ---------- |
| Frédéric Brun       | 18 augustus 1988 | Frankrijk     | Neo        |
| Flavien Dassonville | 16 februari 1991 | Frankrijk     |            |
| Pierre Gouault      | 9 februari 1993  | Frankrijk     | Neo        |
| Alo Jakin           | 14 november 1986 | Estland       | Neo        |
| Dimitri Le Boulch   | 20 februari 1989 | Frankrijk     |            |
| Maxime Renault      | 2 januari 1990   | Frankrijk     | Neo        |
| Stéphane Rossetto   | 6 april 1987     | Frankrijk     |            |
| Steven Tronet       | 14 oktober 1986  | Frankrijk     |            |
| Théo Vimpère        | 3 juli 1990      | Frankrijk     |            |
| Yannis Yssaad       | 25 juni 1993     | Frankrijk     | Neo        |

### 2013
| Naam                | Geboortedatum    | Nationaliteit | Ploeg 2012         |
| ------------------- | ---------------- | ------------- | ------------------ |
| Romain Bacon        | 8 maart 1990     | Frankrijk     |                    |
| Fabien Bacquet      | 28 februari 1986 | Frankrijk     |                    |
| Nicolas Bazin       | 9 juni 1983      | Frankrijk     |                    |
| Flavien Dassonville | 16 februari 1991 | Frankrijk     |                    |
| Benoît Drujon       | 3 juni 1985      | Frankrijk     |                    |
| Mathieu Drujon      | 1 februari 1983  | Frankrijk     |                    |
| Guillaume Faucon    | 13 december 1986 | Frankrijk     |                    |
| Dimitri Le Boulch   | 20 februari 1989 | Frankrijk     |                    |
| Stéphane Rossetto   | 6 april 1987     | Frankrijk     | CC Nogent-sur-Oise |
| Steven Tronet       | 14 oktober 1986  | Frankrijk     |                    |
| Théo Vimpère        | 3 juli 1990      | Frankrijk     | Neo                |
| Stagiair            | Stagiair         | Nationaliteit |                    |
| Alexandre Billon    | Alexandre Billon | Frankrijk     |                    |
| Yannis Yssaad       | Yannis Yssaad    | Frankrijk     |                    |

## Grote rondes
| Jaar | Ronde van Italië   | Ronde van Italië | Ronde van Frankrijk     | Ronde van Frankrijk | Ronde van Spanje      | Ronde van Spanje |
| Jaar | hoogste klassering | etappewinst      | hoogste klassering      | etappewinst         | hoogste klassering    | etappewinst      |
| ---- | ------------------ | ---------------- | ----------------------- | ------------------- | --------------------- | ---------------- |
| 1996 | geen deelname      | geen deelname    | 62e Thierry Bourguignon |                     | geen deelname         | geen deelname    |
| 1997 | geen deelname      | geen deelname    | 28e Thierry Bourguignon |                     | geen deelname         | geen deelname    |
| 1998 | geen deelname      | geen deelname    | 26e Thierry Bourguignon |                     | geen deelname         | geen deelname    |
| 1999 | geen deelname      | geen deelname    | 48e Thierry Bourguignon |                     | geen deelname         | geen deelname    |
| 2000 | geen deelname      | geen deelname    | geen deelname           | geen deelname       | geen deelname         | geen deelname    |
| 2001 | geen deelname      | geen deelname    | 40e Stéphane Heulot     |                     | geen deelname         | geen deelname    |
| 2002 | geen deelname      | geen deelname    | geen deelname           | geen deelname       | 8e Felix García Casas |                  |

1994 · 1995 · 1996 · 1997 · 1998 · 1999 · 2000 · 2001 · 2002 · 2003 · 2004 · 2005 · 2006 · 2007 · 2008 · 2009 · 2010 · 2011 · 2012 · 2013 · 2014 · 2015 · 2016